# Municipio de Bucyrus (Ohio)
El municipio de Bucyrus (en inglés: Bucyrus Township) es un municipio ubicado en el condado de Crawford en el estado estadounidense de Ohio. En el año 2010 tenía una población de 835 habitantes y una densidad poblacional de 10,26 personas por km².

## Geografía
El municipio de Bucyrus se encuentra ubicado en las coordenadas 40°46′3″N 83°1′24″O / 40.76750, -83.02333. Según la Oficina del Censo de los Estados Unidos, el municipio tiene una superficie total de 81.35 km², de la cual 81.11 km² corresponden a tierra firme y (0.29%) 0.24 km² es agua.

## Demografía
Según el censo de 2010, había 835 personas residiendo en el municipio de Bucyrus. La densidad de población era de 10,26 hab./km². De los 835 habitantes, el municipio de Bucyrus estaba compuesto por el 97.96% blancos, el 0.36% eran afroamericanos, el 0.12% eran amerindios, el 0.36% eran asiáticos, el 0.12% eran isleños del Pacífico, el 0.36% eran de otras razas y el 0.72% pertenecían a dos o más razas. Del total de la población el 1.32% eran hispanos o latinos de cualquier raza.